# Všeruby (Plzeň-sever)
Všeruby è una città della Repubblica Ceca facente parte del distretto di Plzeň-sever, nella regione di Plzeň.